# 李亞普諾夫再設計
李亞普諾夫再設計（Lyapunov redesign）是非線性控制中的技術，利用有關對動力系統李亞普諾夫函數{\displaystyle V}的知識來設計可穩定系統的狀態回授控制器。考慮以下系統
{\displaystyle {\dot {x}}=f(t,x)+G(t,x)[u+\delta (t,x,u)]}
其中{\displaystyle x\in R^{n}}為狀態向量，而{\displaystyle u\in R^{p}}為輸入向量。函數{\displaystyle f}, {\displaystyle G}及{\displaystyle \delta }是定義在{\displaystyle (t,x,u)\in [0,\inf )\times D\times R^{p}}，而{\displaystyle D\subset R^{n}}為包括原點的一個區間，系統的主要模型可以表示為
{\displaystyle {\dot {x}}=f(t,x)+G(t,x)u}
而其控制律
{\displaystyle u=\phi (t,x)+v}
可穩定此系統，有關{\displaystyle v}的設計稱為李亞普諾夫再設計。